# 冷镇邦
冷镇邦（—1938年），山东蓬莱人，济南民国时期华庆面粉厂的创始人之一，曾任华庆面粉厂副董事长兼协理、董事长。

## 生平
冷镇邦曾是山东蓬莱的地主，后到济南从商。1918年，冷镇邦与从寿光迁居济南的商人张采丞开始筹备建立华庆面粉厂，该厂共筹集资本30.87万元，其中冷镇邦投资4.03万元，仅次于张采丞。1921年8月，华庆面粉厂投产，冷镇邦任副董事长兼协理。1931年，该厂董事会改组，冷镇邦出任董事长。1937年4月10日，冷镇邦从企业盈余中提取91300元，按原股金30%作为股东投资，增加登记资本至40万元。
1937年侵华日军进占济南，冷镇邦在西安避难，张采丞之子张韶采被推荐为代董事长。1938年，冷镇邦病故，张韶采正式继任董事长。